# Марія Луїза Шлезвіг-Гольштейнська
Марія Луїза Шлезвіг-Гольштейнська (нім. Marie Louise von Schleswig-Holstein, англ. Marie Louise of Schleswig-Holstein), повне ім'я Франциска Йозефа Луїза Августа Марія Крістіна Єлена Шлезвіг-Гольштейн-Зондербург-Аугустенбурзька (нім. Franziska Josepha Louise Augusta Marie Christina Helena von Schleswig-Holstein-Sonderburg-Augustenburg), 12 серпня 1872 — 8 грудня 1956) — принцеса Шлезвіг-Гольштейн-Зондербург-Августенбурзька з дому Августенбургів, донька принца Крістіана Шлезвіг-Гольштейн-Зондербург-Августенбурзького, який, заради шлюбу з британською принцесою, прийняв підданство Великої Британії та Єлени Саксен-Кобург-Готської. Онука королеви Вікторії. У 1891—1900 роках була дружиною принца Аріберта Ангальтського. Шлюб було анульовано її свекором Фрідріхом I, правителем Ангальтського герцогства. Надалі займалася благодійністю.
Авторка мемуарів «Мої спогади про шість царювань», виданих у 1956 році.

## Біографія

### Дитинство та юність
Марія Луїза народилась 12 серпня 1872 року в заміському палаці Камберленд-лодж, розташованому у Великому Віндзорському парку на межі графств Беркшир та Суррей. Вона була четвертою дитиною та другою донькою принца Крістіана Шлезвіг-Гольштейн-Зондербург-Аугустенбурзького та його дружини Єлени Великобританської. Хрестини новонародженої пройшли 18 вересня 1872 року. Хрещеними батьками стали імператор Австро-Угорщини Франц Йосиф I та королева Ганновера Марія Саксен-Альтенбурзька. Дівчинка мала старших братів Крістіана Віктора й Альберта та сестру Єлену Вікторію. Згодом мати народила ще двох дітей, які не вижили.
Основною резиденцією сімейства був Камберленд-Лодж. Під час перебування в Лондоні зупинялися у власних апартаментах Букінгемського палацу. Батько був призначений рейнджером Віндзорського парку, мати виконувала обов'язки особистого секретаря королеви Вікторії, яка й наполягла, аби подружжя залишилось у Великій Британії. Родинне життя було тихим і гармонійним. Втім, Єлена страждала від слабкого здоров'я.
У Сполученому Королівстві Марія Луїза титулувалася Її Високість Принцеса Марія Луїза Шлезвіг-Гольштейнська. Близькі кликали дівчину Луї. У 1885 році вона була подружкою нареченої на весіллі своєї тітки Беатріси з Генрі Баттенбергом.

### Шлюб
У 1891 році кузен Марії Луїзи, Вільгельм II, організував її шлюб із принцом Арібертом Ангальтським, молодшим сином герцога Фрідріха I. Нареченій було 18 років, наречному виповнилося 25 років. Весілля святкували дуже пишно. Були присутніми численні родичі, включаючи саму королеву Вікторію, принца та принцесу Уельських, німецького імператора Вільгельма II.

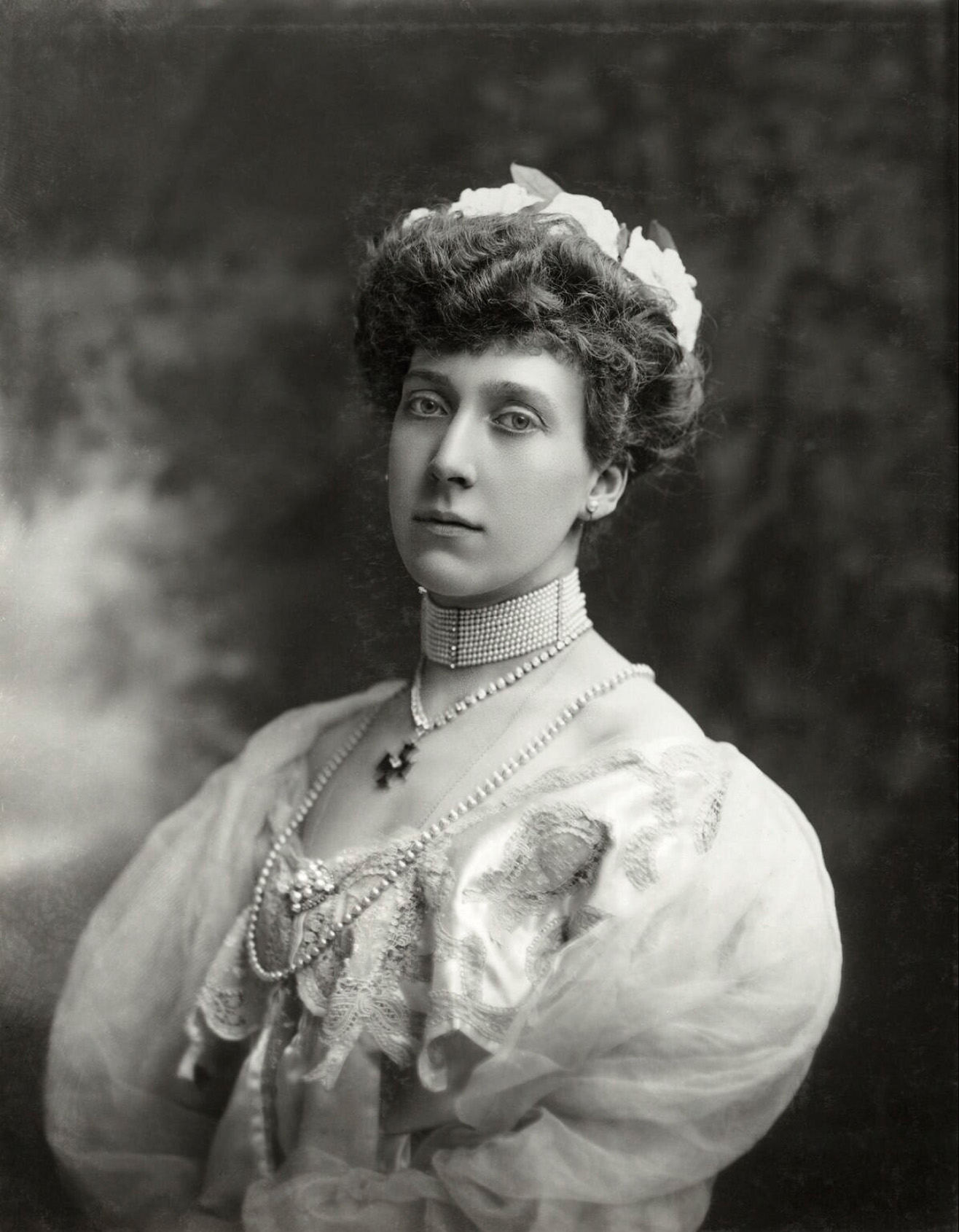
Світлина принцеси Марії Луїзи

 Наречена прибула у супроводі батька та брата. На ній була сукня з кремово-білого атласу «найвитонченішої фактури», прикрашена помаранчевими квітами та хонітонським мереживом, яку носила на весіллі її мати. Фата також належала Єлені. З прикрас на дівчині було перлово-діамантове кольє, подароване батьками. Вінчання пройшло о 4 годині дня 6 липня 1891 року в каплиці Святого Георга у Віндзорському замку. Церемонію провів архієпископ Кентерберійський Едвард Бенсон. Відмічали, що відповіді Аріберта були твердими та впевненими, в той час як відповіді принцеси — нечіткими. Наприкінці був зіграний марш Мендельсона, після чого королева Вікторія та імператор Вільгельм поцілували наречену, вітаючи її. Громадянський акт був підписаний по поверненню до Віндзорського замку у Зеленій залі. Після цього відбувся урочистий прийом. Медовий місяць молодята провели у Бакінгемширі в заміському палаці Клівден, який належав 1-му герцогу Вестмінстерському Гью Гросвенору.
Союз виявився нещасливим. Марія Луїза страждала від анорексії. Дітей у подружжя не було. Ряд сучасників і наступні історичні дослідження свідчили, що Аріберт був бісексуалом або гомосексуалом. Між іншим, принц полюбляв відпочивати на острові Капрі, що мав репутацію привабливого для гомосексуалів місця. Дехто з дослідників припускав, що викриття Аріберта з чоловіком стало каталізатором для розлучення подружжя, а також, що шлюб ніколи не був консумований.
Шлюб було анульовано 13 грудня 1900 року. Марія Луїза в той час знаходилася з офіційним візитом у Канаді. Звідти вона відразу повернулася до Великої Британії. Шлюбні обітниці вона вважала непорушними і ніколи не вступала у другий союз. Разом з тим, її мемуари свідчать про лють щодо її сімейного досвіду й очевидну неприязнь до колишнього чоловіка.

### Подальші роки

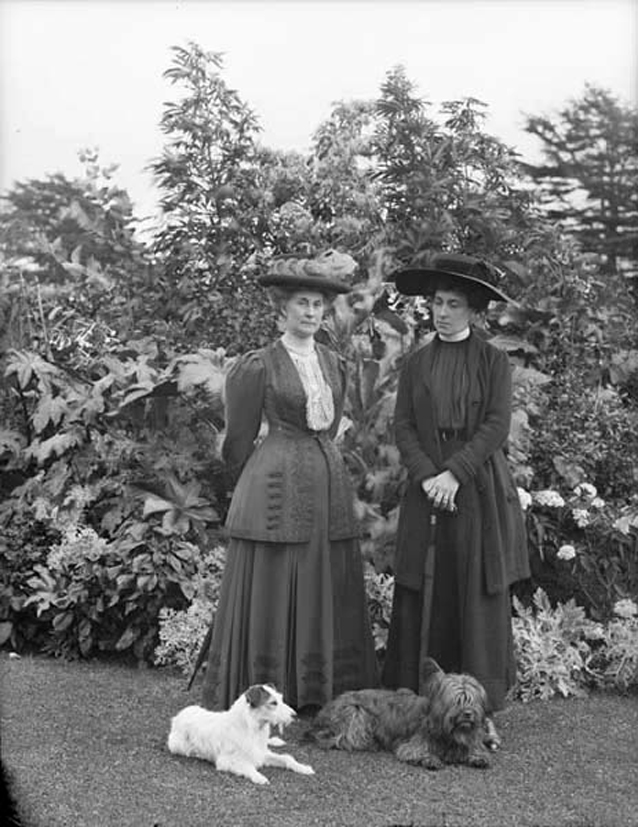
Марія Луїза (справа) та графиня Бессборо

Життя після розлучення вона присвятила благодійності та меценатству. Заснувала Дівочий клуб у Бермондсі, який слугував лікарнею в часи Першої світової війни. Брала активну участь у запезпеченні роботи будинку літніх людей у Віндзорі, який заснувала її мати. Виконувала представницькі обов'язки члена британської королівської родини, відвідуючи відповідні заходи. Була ідейною натхненницею створення лялькового будинку королеви Марії, обговоривши цей проект з Едвіном Лаченсом на літній виставці Королівської академії 1921 року.
У липні 1917 року, коли Георг V змінив назву британського королівського дому з Саксен-Кобург-Готського на Віндзорський та наказав численними родичам, які були британськими підданими, припинити користуватись їхніми німецькими титулами, Марія Луїза стала зватись Її Високість Принцеса Марія Луїза, без будь-якої вказівки на територіальні володіння. Члени її родини, окрім брата Альберта, вчинили так само. Принцесою Сполученого Королівства офіційно вона ніколи не була.
Протягом свого життя Марія Луїза була присутньою на чотирьох коронаціях у Вестмінстерському абатстві: Едуарда VII та Александри Данської у 1902 році, Георга V та Марії Текської — у 1911, Георга VI та Єлизавети Боуз-Лайон — у 1937 та Єлизавети II — у 1953.
У 1956 році опублікувала свої мемуари «Мої спогади про шість царювань». Померла кілька місяців потому в своєму лондонському будинку на Берклі-сквер у Лондоні у 84-річному віці. Похована у Королівській усипальні Фрогмор у Віндзорі.

## Нагороди
- Королівський орден Викторії та Альберта (1893);
- Великий хрест ордену Британської імперії (1919).
- Королівська нагорода Червоного Хреста;
- Орден Індійської корони;
- Великий хрест Королівського Вікторіанського ордену (1953);